# Kamienica Dawida Sendrowicza w Łodzi

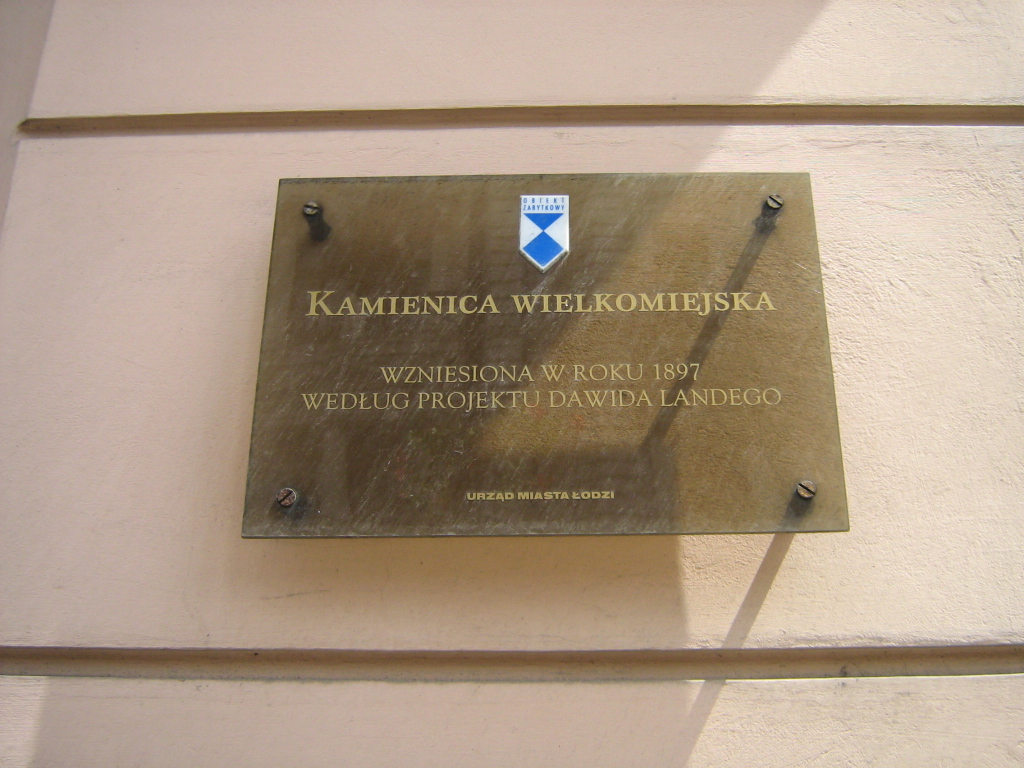
Tabliczka na budynku

Kamienica Dawida Sendrowicza – kamienica znajdująca się przy ul. Piotrkowskiej 12 (róg ul. Rewolucji) w Łodzi.

## Historia
Pierwotnie na posesji stały dwa parterowe drewniane budynki, które kilkukrotnie zmieniały właścicieli. Od roku 1874 posesja należała Dawida Sendrowicza, który był właścicielem posesji do 1908 roku. Kamienica powstała w latach 1897–1898 według projektu architekta Dawida Lande, na zamówienie właściciela. W 1908 roku kamienicę nabył Z. Liebermann.
Budynek wpisany jest do rejestru zabytków pod numerem A/64 z 20.01.1971.

## Architektura
Na czterokondygnacyjnym, eklektycznym budynku z mansardowym dachem znajdują się motywy neoromańskie, neogotyckie, neorenesansowe i barokowe. Wykusz nakryty jest hełmem, a dwa pseudoryzality ze szczytami ozdobione są m.in. płaskorzeźbami smoków i delfinów.
Kamienica jest przykładem wpływu architektury na zmianę charakteru śródmieścia Łodzi z przemysłowego na wielkomiejski.